# جوئل مارتینز (بازیکن فوتبال، زاده ۱۹۹۶)
جوئل مارتینز (انگلیسی: Joel Martínez؛ زادهٔ ۱۰ آوریل ۱۹۹۶) بازیکن فوتبال اهل آرژانتین است.
از باشگاه‌هایی که در آن بازی کرده‌است می‌توان به باشگاه فوتبال لانوس اشاره کرد.